# Macrodasyida
Macrodasyida zijn een orde van de buikharigen. De wetenschappelijke naam van de orde werd voor het eerst geldig gepubliceerd in 1925 door Remane
Macrodasyida zijn enigszins wormachtig in vorm, niet groter dan 1 tot 1,5 mm.  Ze leven in zee- of brak water, en kunnen onderscheiden worden van andere buikharigen door de aanwezigheid van twee poriën in de keelholte, waarmee het overtollig water na het voeden wordt uitgezet.

## Families
- Cephalodasyidae Hummon & Todaro, 2010
- Dactylopodolidae Strand, 1929
- Hummondasyidae Todaro, Leasi & Hochberg, 2014
- Lepidodasyidae Remane, 1927
- Macrodasyidae Remane, 1924
- Planodasyidae Rao & Clausen, 1970
- Redudasyidae Todaro, Dal Zotto, Jondelius, Hochberg, Hummon, Kanneby & Rocha, 2012
- Thaumastodermatidae Remane, 1927
- Turbanellidae Remane, 1926
- Xenodasyidae Todaro, Guidi, Leasi & Tongiorgi, 2006

### Synoniemen
- Chordodasyidae => Xenodasyidae Todaro, Guidi, Leasi & Tongiorgi, 2006
- Dactylopodellidae Remane, 1927 => Dactylopodolidae Strand, 1929